# Língua aticum

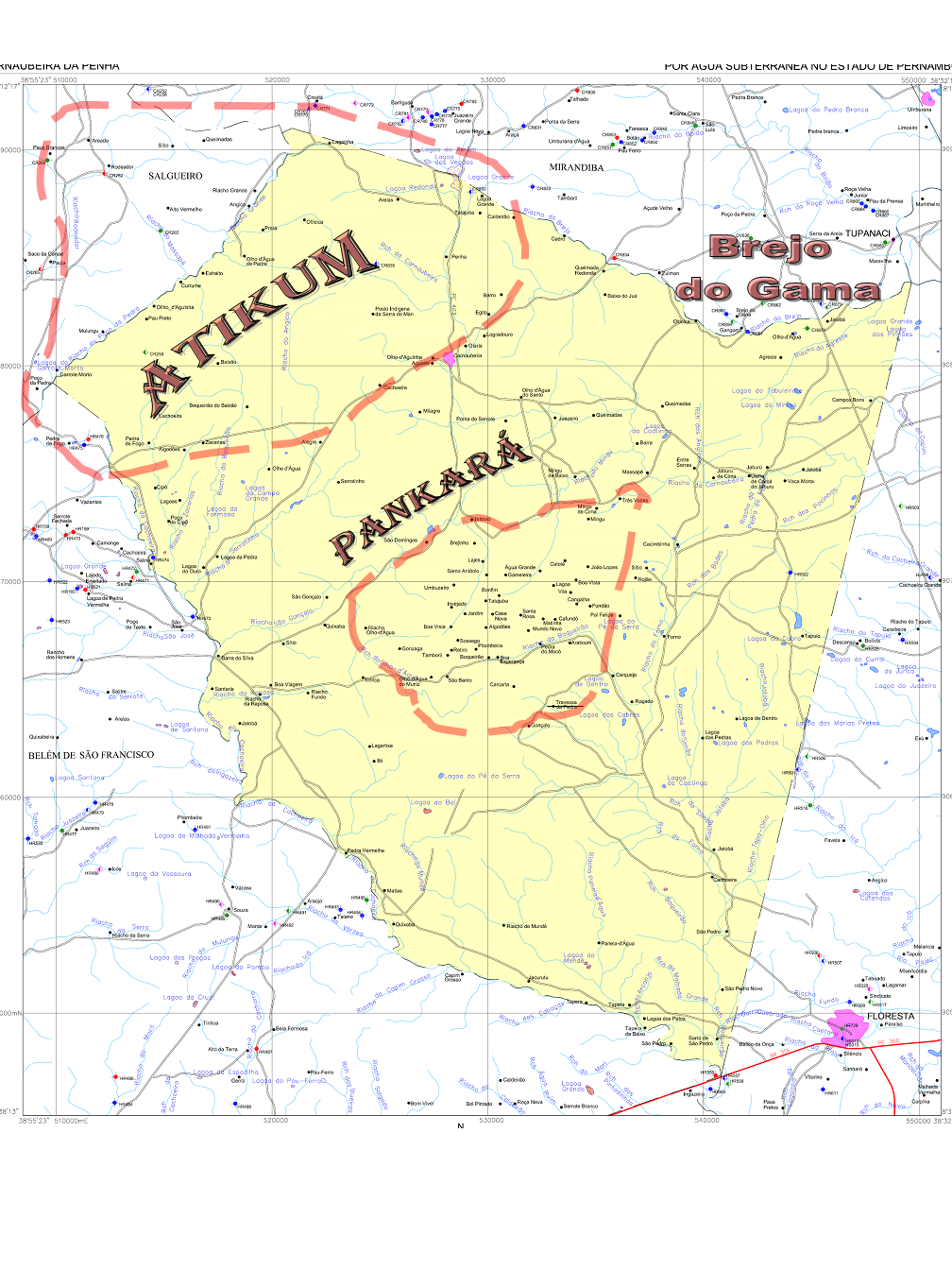
Mapa mostrando as áreas habitadas por indígenas no município de Carnaubeira da Penha - PE

O aticum (ou também atikum, uamué) é uma língua indígena atualmente extinta falada até o início do século XX no Nordeste do Brasil pelos aticuns-umãs. Apenas algumas listas de palavras são conhecidas, portanto, sua classificação filogenética é bastante duvidosa, razão pela qual é considerada uma língua não classificada.

## História
Os aticuns-umãs  vivem hoje em dia em vários enclaves nos estados de Pernambuco e Bahia, no nordeste do Brasil. Em Pernambuco, por volta de 1985, 3852 aticuns-umãs  foram contados em cerca de vinte aldeias a oeste da Reserva Biológica de Serra Negra, no município de Carnaubeira da Penha e a cerca de 40 a 50 km da cidade de Floresta. Existem também alguns aticuns-umãs na Serra do Ramalho, no município de Bom Jesus da Lapa, na Bahia, embora provavelmente tenham sido deslocados para lá de sua área original.

## Vocabulário

### Pompeu (1958)
Vocabulário da língua dos índios da Serra Negra de Pernambuco, coletado por Thomaz Pompeu Sobrinho em Brejo dos Padres:
| Português       | Serra Negra     |
| --------------- | --------------- |
| sol             | kari            |
| lua             | tyupanyé        |
| trovão          | traikozã        |
| homem           | porkiá          |
| mulher          | sikiurú         |
| macaco          | arinã           |
| cachorro        | sará            |
| tatu-peba       | tukuaranã       |
| tatu-bola       | kwaráu          |
| tatu-verdadeiro | arikyó          |
| tamanduá-mirim  | muze káu káukrí |
| porco           | aleal           |
| veado           | kwãú            |
| gado vacum      | kõnã            |
| cavalo          | tyaparú         |
| ema             | lashikrá        |
| tabaco, fumo    | kupriô          |
| bom             | niré            |
| rancho          | poró            |
| branco          | karikyá         |
| negro           | tapsishunã      |
| mosca           | moka            |
| vaca            | tyanã           |
| bezerro         | tyapatã         |
| Deus            | panyé           |

### Meader (1978)
Em 1961, uma pesquisa por Menno Kroeker foi realizada para encontrar os últimos falantes de línguas do noroeste do Brasil; o trabalho foi publicado por Meader (1978). Naquela pesquisa, encontraram alguns aticuns-umãs capazes de lembrar algumas palavras, embora não fossem mais falantes fluentes da língua. Essas listas têm vários problemas, pois cerca de metade das palavras são emprestadas do português, do fulnió, e das línguas tupi-guaranis.

#### Lista 1
Informante
- Nome: Antônio Masio de Souza
- Idade provável: 30 anos
- Sexo: Masculino
- Posição: Agricultor
- Residência: Carnaúba, PE (hoje Carnaubeira da Penha, PE?)

| Português            | Aticum                  |
| -------------------- | ----------------------- |
| fogo                 | àtòˈé                   |
| pequena lagoa        | kàtìšὶdὶnὶ              |
| mãe                  | sih / æ̀ntὶsὶdὶnˈómà     |
| pai                  | æ̀ntὶsὶdὶnˈómù           |
| banana               | pàkˈóà                  |
| batata               | zítírə̃̀nˈí               |
| cavalo               | kə̃̀naùrùˈí               |
| deus                 | tùpˈə̃̀                   |
| ladrão               | lˈáklì də̃̀nkùrˈí         |
| negro do cabelo duro | màkˈétò pìàkˈá          |
| sem-vergonha         | sˈέklì vlˈέklì kə̃̀nkùrˈí |

#### Lista 2
Informante
- Nome: Pedro José Tiatoni
- Idade provável: 45 anos
- Sexo: Masculino
- Posição: Pajé itinerante
- Residência: Jatobá (perto de Maniçobal), PE

| Português    | Aticum           |
| ------------ | ---------------- |
| amigo        | méˈὲlì           |
| bolha d'água | boiI dˈægwai     |
| casar-se     | kã̀zˈuUtĩ         |
| cego         | sὲdˈíntú         |
| cérebro      | ὲsὲloˈú bàiὲ     |
| chefe        | šeEfˈuUte        |
| cicatriz     | sìkˈéιtæ̀ù        |
| corcovado    | kɔ́Ɔkɔ̀rˈítìvá     |
| corpo        | èžóːO kóOpítˈĩ̀   |
| cotovelo     | šὲkítˈũ̀và        |
| dedo         | dὲényˈò          |
| doente       | déˈósìtə̃́         |
| doer         | dòέkátˈũ̀         |
| garganta     | gàrgὲlˈí         |
| gêmeos       | zéὲˈéEtìò        |
| inimigo      | ínˈίƖsì          |
| médico       | météòhˈὲtù       |
| muco         | bὲtˈṍkyà         |
| nuca         | sṹkˈè kɔ̀tì       |
| ombro        | álíˈɔ́kà          |
| patrão       | péEtɔi           |
| pulso        | sὲóːspˈóːpə̀      |
| punho        | pὲóOtˈə̃̀          |
| pus          | pe               |
| queixo       | séikítˈὲ šĩ̀      |
| remédio      | rèmèzˈítíò       |
| rosto        | làbàtˈíš tὲˈíštú |
| surdo        | sùUtˈέlì         |
| testa        | tˈúmàžĩ́nὲtà      |
| tossir       | tˈóːmɔ̀štìà       |
| tumor        | túmˈàžù          |
| varíola      | vȁréʔˈὲlì        |
| veia         | vέlˈùUsí         |
| verruga      | gˈaAgoleE        |

#### Lista 3
Informante
- Nome: Luís Baldo
- Idade provável: 35 anos
- Sexo: Masculino
- Posição: Pajé itinerante
- Residência: Perto de Cachoeirinha, PE

| Português         | Aticum                  |
| ----------------- | ----------------------- |
| água              | žεntúra                 |
| árvore (genérico) | selá                    |
| árvore (musame)   | žátoe                   |
| árvore (um tipo)  | aparεšiṹ                |
| cabeça            | núvi                    |
| casa              | zə̃ŋgáda, ohə̃šária       |
| cobra             | sarapɔ́                  |
| fogo              | óšu                     |
| fumo              | pakáso                  |
| furar / buraco    | žudáku                  |
| lavar-se          | žodáxsi                 |
| limpo             | žínto                   |
| mão               | žə̃nú                    |
| nuvem             | žúnúpà                  |
| orelha            | ukə́                     |
| panela            | sə̃nɛ́la                  |
| peixe             | useštiãṍ                |
| (piolho)          | žirúda                  |
| rir               | xíka                    |
| sol               | patupə́                  |
| o sol está quente | o so ʌta kə́ta           |
| acender           | æžudéa                  |
| acordar-se        | axšodáːši               |
| algodão           | kapušú                  |
| alegre            | gɛ́gi                    |
| aldeia            | žə́ndũ                   |
| amargo            | ažáxku                  |
| apagar            | ašotá                   |
| arbusto           | žóta                    |
| azedo             | aAsédu                  |
| balde             | εlági                   |
| banana            | ə̃nə̃ná                   |
| barranco          | sahə́ŋku                 |
| batata            | šə́milya                 |
| bode              | tóda                    |
| bolsa             | zóOsa                   |
| brando            | žándu                   |
| cachaça           | kə̃mbúmba                |
| cachorro          | tašóku                  |
| cadeira           | sadeíra                 |
| caixa             | šekə́                    |
| cama              | sə́ma                    |
| cansado           | sádu                    |
| carriça           | sumíga                  |
| cego              | sɛ́sa                    |
| cerca             | séːkə                   |
| cesta             | εsestaṹgũ               |
| chorar            | šúga                    |
| cobertor          | zídyo                   |
| colher            | æžilɛ́ka, šulɛ́ka         |
| cova              | šɔ́da                    |
| cru               | tu                      |
| cuia              | εšúia                   |
| dedo              | dédo                    |
| doce              | dóta                    |
| doente            | žinɛ́ti                  |
| duro              | ažúru, sásu             |
| encanamento       | žedə́                    |
| engolir           | gúi                     |
| escada            | žikáda                  |
| espinho           | žõŋgaíža                |
| esteira           | bešteíra                |
| estrangeiro       | žĩ́žeiro                 |
| feijão            | seižã́õ                  |
| fósforo           | sɔ́ˑstu                  |
| gato              | táta                    |
| gêmeos            | žεni                    |
| gritar            | íta                     |
| ilha              | ída                     |
| os índios         | nus dí žíŋgàʔ šú        |
| Jânio Quadros     | uz óndios               |
| Japão             | o zíru cə̃ntalɛ́ros       |
| jarro             | lážo                    |
| lã                | osṍndia                 |
| lagarto preto     | žakobébo                |
| lama              | cə́ntara                 |
| ligeiro           | varéru                  |
| linha             | diŋaz                   |
| mal               | zau                     |
| médico            | žédigu                  |
| mesa              | zéza                    |
| morcego           | soségu                  |
| onça              | dṍnsa                   |
| parede            | degédi                  |
| peneira           | seneíra                 |
| penha             | šẽ́ñã                    |
| ponte             | téasiŋ, sṍnti, gražúris |
| prato             | šátu                    |
| primeiro          | temédo                  |
| pulso             | žɛ́digo                  |
| punho             | túŋa                    |
| querer            | seˑréa                  |
| rede              | édõ                     |
| remédio           | žegɛ́du                  |
| sabão             | šodã́õ                   |
| sibilar           | klíka                   |
| suar              | ašugáxša                |
| tatu              | takú                    |
| tear              | žéda                    |
| tecido            | osédãõ                  |
| terremoto         | gə̃mɔ́ta                  |
| testa             | tɛ́εka                   |
| teto              | ketú                    |
| tossir            | sɔ́ta                    |
| triste            | késti                   |
| tronco            | sidə́                    |
| último            | žítimu                  |
| urso              | úta                     |
| urubu             | ukəŋgú                  |
| varíola           | zɛ́riola                 |
| vassoura          | barsoúra                |
| vazio             | žážiu                   |
| vela              | drɛ́zba                  |
| verruga           | šə̃šugáti                |
| viga              | dígũ                    |